# Cheswardine
Cheswardine – wieś w Anglii, w hrabstwie Shropshire. Leży 29 km na północny wschód od miasta Shrewsbury i 218 km na północny zachód od Londynu. W 2001 miejscowość liczyła 991 mieszkańców.